# 薩拉瓦萊鄉
46°04′13″N 20°44′14″E / 46.07028°N 20.73722°E
薩拉瓦萊鄉（羅馬尼亞語：Comuna Saravale, Timiș），是羅馬尼亞的鄉份，位於該國西部，由蒂米什縣負責管轄，面積96平方公里，海拔高度86米，2002年人口2,552，人口密度每平方公里27人。